# Арблад ле Ба
Арблад ле Ба (фр. Arblade-le-Bas) је насељено место у Француској у региону Миди Пирене, у департману Жерс.
По подацима из 2011. године у општини је живело 152 становника, а густина насељености је износила 19,82 становника/km².

## Демографија
| 1962. | 1968. | 1975. | 1982. | 1990. | 2011. |
| ----- | ----- | ----- | ----- | ----- | ----- |
| 95    | 99    | 106   | 107   | 111   | 152   |